# 黑龙江花鳅
黑龙江花鳅（学名：Cobitis lutheri），或稱黑龍江鰍，为鳅科花鳅属的鱼类，是中国的特有物种。分布于黑龙江及其附属水体等。该物种的模式产地在兴凯湖。。其體長可達12公分，棲息在底中層水域，生活習性不明。

## 扩展阅读
維基物種上的相關：黑龙江花鳅